# الدوري الجورجي الممتاز 2011–12
الدوري الجورجي الممتاز 2011–12 هو الموسم 23 من  الدوري الجورجي الممتاز. أقيم خلال الفترة 6 أغسطس 2011 وحتى 20 مايو 2012، وأشرف على تنظيمه اتحاد جورجيا لكرة القدم، وكان عدد الأندية المشاركة فيه  12، وفاز فيه نادي زستافوني.